# Guglielmo Gulotta
Guglielmo Gulotta (Milano, 11 luglio 1939) è un avvocato italiano.
È stato psicologo e professore ordinario di Psicologia presso l’Università di Torino fino al 2009. Attualmente è impegnato come avvocato penalista presso il Tribunale di Milano, sebbene sia spesso portato dalla propria attività professionale a frequentare le aule giudiziarie di numerose città italiane.
Gulotta è direttore di due collane scientifiche presso la casa editrice milanese Giuffrè, la Collana di Psicologia Giuridica e Criminale e la collana Quaderni di Psicologia, presso la quale ha pubblicato in veste di autore e coautore più di 50 libri. È altresì firmatario di oltre 300 articoli scientifici, alcuni dei quali editi in più lingue.
Nonostante il pensionamento a livello universitario, Guglielmo Gulotta continua a tenere seminari e a partecipare ad importanti convegni nazionali riguardanti la psicologia come scienza dei fatti umani. È considerato una delle autorità contemporanee più prominenti nell’ambito della Psicologia giuridica e forense italiana, essendo stato anche uno dei primi avvocati criminali italiani a specializzarsi in Psicologia. Questa duplice competenza professionale ha consentito lui di approcciarsi allo studio del diritto penale da un punto di vista inedito e arricchente, senza limitarsi all’applicazione meccanica delle norme giuridiche nella trattazione delle cause legali.

## Biografia
Guglielmo Gulotta nasce a Milano nel 1939 da una famiglia con origini siciliane e napoletane. Un retaggio di cui va profondamente fiero e che può essere rintracciato in alcuni tratti personologici, quali l’ottimismo e la dinamicità che lo caratterizzano. 
Vive tra Milano e Torino, ma è spesso in viaggio per l’Italia per lavoro.

## Carriera professionale
Dopo essersi laureato summa cum laude in Giurisprudenza dell'Università degli Studi di Milano, nel 1964, al termine del periodo di praticantato e del successivo esame di Stato si è abilitato alla professione di procuratore legale e poi a quella di avvocato presso l’Ordine degli avvocati del foro di Milano.
A detta di Gulotta stesso, è stato un film visto al cinema nel 1962 a cambiargli la vita e il modo di pensare: si tratta di Freud - Passioni segrete, anche conosciuto al pubblico con il titolo Freud, incentrato sulla vita dello psicoanalista austriaco. Da quel momento il giovane avvocato inizia a comprendere le potenzialità del sapere psicologico all’interno dello scenario legale, dedicando a tale ambito la propria carriera da penalista e accademico. Gulotta è infatti dell’opinione che diritto e psicologia siano due discipline per certi aspetti sovrapponibili: entrambe si occupano dello studio del comportamento umano, la prima lo controlla mentre la seconda lo spiega. La convinzione che le scienze psicologiche possano fare luce sulla complessità delle dimensioni mentali e delle relazioni umane intercorrenti tra gli attori sul palcoscenico dell’aula giudiziaria indirizza dunque la carriera accademica di Gulotta fin dai suoi albori.
A fronte di una sempre maggiore curiosità verso il comportamento umano e le relazioni interpersonali, riceve una borsa di studio per lo svolgimento di attività di ricerca presso l’Istituto di diritto penale dell’Università di Milano per il biennio 1968-1970. 
Nel 1969 ottiene la specializzazione in psicologia presso l’Università degli Studi di Torino, dove farà ritorno in un secondo momento nel 1995 quale professore ordinario.
Nel 1974 diventa collaboratore del Prof. Pietro Nuvolone, ordinario della cattedra di Diritto penale presso l’Università degli Studi di Milano. All'interno del medesimo Ateneo, nel 1978 è responsabile della Sezione di Psicologia Giuridica presso l’Istituto di psicologia della Facoltà di medicina diretta dal professor Marcello Cesa-Bianchi. 
Dal 1982 al 1984 è Presidente dell’AGAM (Associazione Giovani Avvocati di Milano). Dal 1982 al 1986 lavora nuovamente presso l’Istituto di diritto penale dell’Università degli Studi di Milano in questo caso come ricercatore di ruolo. Al termine del quadriennio, assecondando il proprio interesse e mettendo a frutto la propria specializzazione in psicologia, si trasferisce presso l’Università degli Studi di Cagliari dove riveste il ruolo di Professore ordinario di Psicologia Sociale. 
A fronte dei successi riscossi come penalista e accademico, nel 1995 gli viene offerta la cattedra di Psicologia Giuridica presso l’Università degli Studi di Torino, diventando di fatto il primo professionista in Italia ad insegnare tale disciplina. 
Nel 2000 coordina a livello nazionale il programma di ricerca sugli omicidii senza apparente motivo o con carattere di serialità finanziato dal Ministero dell’università e della ricerca scientifica e tecnologica. 
Gulotta si dedica alla docenza universitaria fino al 2009, anno in cui va in pensione.
Tra i suoi allievi si annoverano la prof.ssa Cristina Cabras, la dott.ssa Roberta Bruzzone, la dott.ssa Alessandra Bramante, il dott. Angelo Zappalà e il dott. Fabrizio Russo.

## Principali contributi scientifici
Il più importante contributo scientifico di Guglielmo Gulotta consiste nell'aver ridato slancio sul finire degli anni '70 del secolo scorso allo studio della psicologia giuridica. Una materia che aveva goduto di molto seguito in Italia nei primi del Novecento fino alla pubblicazione nel 1925 da parte di Enrico Altavilla di Psicologia Giudiziaria, per poi eclissarsi negli anni successivi a causa di aggiornamenti sempre più sporadici per quanto rilevanti e originali. 
Gulotta ha quindi il merito di essersi fatto carico del complesso e controverso compito volto allo studio dei possibili collegamenti e alla riduzione della distanza tra psicologia e diritto, sviluppando con il passare del tempo una metodologia di lavoro che di lì a poco avrebbe reso evidente sia la sovrapposizione tra queste due aree del comportamento umano sia i limiti e i rischi di un'applicazione diretta ed ingenua della psicologia al mondo giuridico. Egli, insieme a pochi altri in Italia, ha aperto la strada ad una riduzione della diffidenza dei giuristi nei confronti della psicologia come anche la messa in guardia rivolta agli psicologi dai rischi connessi con il trasferimento nel contesto giuridico di un modo di operare tipicamente clinico. A riprova di ciò, è il corposo repertorio di ricerche e pubblicazioni in molteplici aree della psicologia e del diritto che ne contorna la carriera scientifica.
In particolare, uno dei pilastri fondanti l’eredità scientifica di Guglielmo Gulotta consiste nel ritenere che il comportamento umano può essere valutato e giudicato, come succede quotidianamente nelle aule di tribunale, solo dopo aver contestualizzato le azioni e le scelte delle persone nella loro realtà psicosociale – siano essi imputato, testimone, pubblico ministero, giuria o giudice – e solo dopo aver riconosciuto l’influenza psicologica che tale quadro ha su di essi. Si tratta di una riflessione rimarchevole, soprattutto perché elaborata da un professionista con una formazione giuridica portato a lavorare in un ambiente in cui la corrente di pensiero dominante considerava la psicologia alla stregua dell’astrologia, ben lontana dalla certezza e dalla chiarezza richieste nei tribunali.
È proprio in uno dei libri da lui pubblicato nel 1987 con il titolo Trattato di Psicologia giudiziaria che Gulotta, ispirandosi ai racconti e alle opere teatrali di Luigi Pirandello e riprendendo il lavoro di Erving Goffman, descrive il contesto forense come un teatro in cui le differenti figure recitano un copione all'interno dei propri specifici ruoli e status. In esso, si dipana quotidianamente il dramma della vita. Ogni giorno la causa presentata al Giudice esiste solo in virtù delle prove raccolte e inserite nel fascicolo; della percezione e della comprensione delle dinamiche da parte del Pubblico Ministero rispetto alle responsabilità personali e sociali delle persone coinvolte; della forma optata dall’avvocato o dal penalista per introdurre o argomentare la propria difesa; della modalità scelta dall’imputato per condividere informazioni riguardanti il proprio comportamento e il proprio eventuale (oppure inesistente) coinvolgimento nella vicenda in questione; di quanto riportato dalla vittima rispetto alla propria esperienza; del contributo del testimone alla comprensione di quanto accaduto; dei chiarimenti forniti dagli esperti. 
Molte di queste dimensioni implicano dunque che all’interno del contesto processuale non si abbia a che fare con la realtà storica e fattuale degli eventi, piuttosto con la realtà procedurale, ovvero quella ricostruita sulla base di memoria, percezioni e comprensione. I processi giudiziari non si svolgono sulla base di ciò che è successo, ma sulla base di quanto si dice essere successo: è per questo che la psicologia può fornire contributi rilevanti all’ambito giuridico.
Gulotta, prendendo spunto dal lavoro di scienziati del calibro di Peter L. Berger e Thomas Luckmann, ma anche dagli studi dello psichiatra R.D. Laing, considera quindi la realtà una costruzione sociale. Gli esseri umani sono direttamente responsabili per tale naturale “fabbricazione” della vita e per le relazioni interpersonali da essa scaturenti.
Guglielmo Gulotta definisce questo approccio interdisciplinare "psicologia della vita quotidiana", asserendo che esso debba imprescindibilmente includere anche la psicologia forense. Il “come” e il “perché” le persone rispettano la legge alla pari del “come” e “perché” essa viene infranta può dipendere dal grado in cui gli individui sono sorretti o alienati dalla propria condizione individuale e sociale, ma anche dalle opportunità (o dall’assenza di esse) che la società fornisce per svilupparsi e raggiungere le proprie potenzialità.
Nel corso del tempo l’influenza scientifica di Guglielmo Gulotta si è poi estesa ben oltre il campo del diritto penale, grazie all’interesse da lui dimostrato verso ambiti quali: la teoria dell’attribuzione; le denunce di abuso sessuale su minore; l’etica e la deontologia professionale in ambito psicologico; le neuroscienze forensi; la psicologia forense; l’umorismo e le psicoterapie; gli studi sull’influenza interpersonale; il fenomeno del mobbing; la psicoanalisi e la responsabilità individuale; le ultime volontà e il testamento; la psicologia sociale come scienza della vita quotidiana; la teoria sistemica e i conflitti famigliari; la psicologia del turismo; la vittimologia. Il prolifico elenco di pubblicazioni firmate da Guglielmo Gulotta è un esempio di come egli sia in grado di spostarsi da un tema all’altro con dinamicità e flessibilità. 
Per coloro interessati, è presente una versione integrale di tale elenco sul sito web della Fondazione Guglielmo Gulotta 
.

### Violenza famigliare
L’approfondimento dell’ambito della vittimologia famigliare può essere considerato il trampolino di lancio per il lavoro di Gulotta relativo all’abuso di minore. Un interesse suscitato dalle evidenze denunciate da studi internazionali, in cui è stato evidenziato un preoccupante aumento nei livelli di disfunzionalità, abuso e violenza famigliare, a cui non si associa però un incremento di denunce e segnalazioni. Buona parte di queste difficoltà sembra infatti rimanere segreta o nel migliore dei casi sconosciuta, in quanto esse vengono considerate manifestazioni transitorie di devianza e dunque sottostimate. 
A tal proposito, durante il VII Congresso delle Nazioni Unite su La prevenzione del crimine e la giustizia penale del 1985, Gulotta nel proprio intervento dal titolo Le vittime nell’ambito della famiglia si è espresso con le seguenti parole:
Il fatto che alla famiglia sia riservata la delicata funzione di aiutare l’individuo ad adattarsi alla società e che essa costituisca il rifugio per evadere dagli stress indotti dalla vita sociale, implica che la vittimizzazione intrafamigliare rappresenta un fenomeno di inaudita gravità necessitante un particolare intervento […] (Gulotta, 1985, p. 13).
Non vi sono dubbi che i minori siano stati spesso e per lungo tempo vittime silenti di maltrattamenti, incuria, violenza fisica, psicologica e sociale. Purtroppo, il contesto familiare è spesso l’ambito privilegiato in cui viene perpetrata questa tipologia di reati: esso favorisce il mantenimento di uno stretto contatto con i bambini e fornisce l’opportunità di plagiarli, irretirli e coinvolgerli in relazioni promiscue. Il contesto della famiglia, dunque, oltre a potersi strutturare in maniera tale da permettere la perpetrazione di un abuso, può facilmente consentirne la ripetizione nel corso del tempo, poiché la rivendicazione della propria privacy famigliare mette al riparo da interferenze esterne. 
È semplicistico ed erroneo considerare la famiglia come luogo in cui il bambino riceve unicamente protezione, amore e cura. I dati raccolti a partire da casi reali ed evidenze scientifiche rivelano infatti che i membri del nucleo famigliare, spesso gli stessi genitori, possono talvolta rendersi responsabili di abominevoli agiti. Gulotta si è dunque chiesto a chi debba essere riservato il compito di svelare la verità che si nasconde dietro questo illusorio scenario paradisiaco.
La domanda non trova risposta. In compenso il prof. Gulotta nel 2008 pubblica la monografia "La sindrome da Alienazione Parentale (PAS) "Lavaggio del cervello e programmazione dei figli in danno dell'altro genitore" diffondendo di fatto  la Pas (Sindrome da Alienazione Parentale) in Italia e nelle aule giudiziarie, introducendo teorie negazioniste volte a difendere l’adulto accusato di violenza a danno dei bambini. <Ref>Gulotta si rifà alle teorie di R. Gardner presentandolo come il più illustre studioso di questo argomento . Per chiarire l’argomento l’alienazione parentale è una teoria inventata da Gardner che attraverso una serie di postulati teorici aberranti, individua i comportamenti tipici di un bambino abusato e li trasforma in criteri per diagnosticare una psicopatologia dello stesso operata solitamente dalla madre in malafede. Cit G. A. Coffari, Rompere il silenzio, Milano, Ed. Laurana, 2018.</Ref>
In questo panorama, in cui entrano in gioco anche forze politiche e scientifiche, vi è un’ulteriore forma di vittimologia silente: quella indotta dai falsi positivi ovvero da quei casi in cui i bambini di qualsiasi età, ma anche gli adulti, si convincono o sono convinti di aver subito un qualche tipo di abuso nel presente o in passato. 
Dal punto di vista di Gulotta, la realtà dei falsi positivi è emersa a seguito del dilagare di una sorta di isteria pubblica nata a seguito dell’estremizzazione degli sforzi volti alla protezione dei bambini, tale per cui ogni gesto, ogni parola rivolta da un adulto a un minore viene considerata abuso fino a prova contraria. 
Gulotta è convinto che sia proprio la messa in campo di tale armamentario ad aver indotto l’aumento di vittime e di sofferenza. Per un bambino, infatti, credere e crescere con la convinzione di essere stato abusato dalla madre, dal padre, da un altro famigliare, da un insegnante o da un vicino, quando invece ciò non è accaduto, può essere emotivamente dannoso e traumatico quanto l’aver subito un reale abuso.

### Studi sulla cross-examination
Nel 2018 Guglielmo Gulotta ha pubblicato l'aggiornamento del libro Le 200 regole della cross-examination. Un’arte scientifica, la cui prima edizione risale al 2012, all’interno del quale identifica i criteri da rispettare per la conduzione di un appropriato esame incrociato. Si tratta di un elenco ideato a partire dal Codice di Procedura Penale, dalla propria esperienza personale e da quella di altri giuristi, dalla corposa letteratura inglese e anglo-americana in tema e dalle prassi e consuetudini che costituiscono una sorta di “galateo processuale”.
All’interno del volume, la cross-examination viene definita come “un’arte scientifica” da un lato perché prevede un certo talento composto da senso critico, flessibilità e creatività, dall’altro perché la bussola dei comportamenti suggeriti è di carattere scientifico. In tal modo si rende esplicito il duplice riferimento alla scienza del diritto e alle scienze psico-sociali che si occupano di studiare la condotta umana, in particolare la psicologia e la linguistica. 
Una delle caratteristiche più innovative di tale libro è la presenza di numerose “carte” dedicate a spiegare, giustificare e criticare i comportamenti che vengono suggeriti o sconsigliati.

### Ulteriori ambiti di interesse
Guglielmo Gulotta nello studiare la “vita quotidiana” si è dedicato ad approfondire empiricamente molti concetti e costrutti attinenti alla psicologia sociale e alla psicologia della comunicazione. È proprio quest’ultima ad essere stata posta da Gulotta al centro del proprio lavoro di ricerca, paventando l’idea che ogni professionista in ambito accademico o legale debba dedicare ad essa una particolare attenzione. Alla luce di questo interesse sono seguite numerose pubblicazioni, tra cui spicca il libro del 2009 dal titolo Sapersi esprimere, di cui è co-autore insieme a Luisella de Cataldo Neuburger. Il libro, utilizzando i risultati della più aggiornata ricerca psicologica, illustra le modalità con cui le persone dovrebbero esprimersi ed esamina due dimensioni della comunicazione e del comportamento umano: menzogna e falsità da un lato, sincerità e onestà dall’altro. In particolare, uno degli argomenti su cui si riflette all’interno del volume è l’eventualità che, se invece che esprimerci tramite parole e gesti e più in generale attraverso tutto il nostro comportamento, comunicassimo telepaticamente, vi sarebbe meno interferenza. Le conclusioni presentate dai due autori appaiono comunque incoraggianti: la competenza comunicativa, sia che riguardi il contesto privato che quello professionale, si può apprendere e si può migliorare.
Esemplificativi della versatilità mentale che contraddistingue Guglielmo Gulotta sono l’interesse e l’impegno da lui mostrati verso un altro ambito di indagine, quello della psicologia del turismo, tanto da essere nominato Presidente dell’ARIPT - Associazione Ricerche Interdisciplinari Psicologia del Turismo.
A testimonianza della curiosità, della creatività e della volontà ad integrare idee e aree del sapere da parte di Gulotta, risulta anche l’approfondimento da lui portato avanti nel corso del tempo di ambiti quali la psicoterapia e l’ipnosi.

## Protocolli e linee guida
Uno degli obiettivi che ha sempre contraddistinto il lavoro di Guglielmo Gulotta è quello di trasformare i presupposti teorici in prassi operative. Nel corso della sua lunga carriera professionale è stato dunque creatore e promotore della pubblicazione di numerosi documenti e protocolli. 
La Carta di Noto è uno strumento per operatori impegnati nel campo dell’abuso sessuale ai minori. Ideato con Luisella de Cataldo e altri professionisti il 9 giugno 1996, successivamente revisionato nel 2002 e nel 2011, tale protocollo è ora alla sua quarta edizione con l’aggiornamento del 14 ottobre 2017. 
Il Protocollo di Venezia risale al settembre 2007, anno in cui è stato redatto insieme ad un gruppo di professionisti afferenti a diverse discipline scientifiche quali giurisprudenza, psicologia, criminologia, neuropsicologia infantile e psichiatria. Questo documento si assurge a linea guida e strumento metodologico volto a supportare gli addetti ai lavori in quei procedimenti giudiziari in cui è necessaria una valutazione forense relativa al presunto abuso sessuale collettivo ai danni di un minore. 
Entrambi questi documenti sono stati sviluppati con puntuali richiami alla dottrina giurisprudenziale più opportuna e aggiornata, prestando particolare attenzione alla letteratura internazionale, con umile rispetto dei risultati ottenuti dagli studi scientifici svolti in tale area di ricerca.
Nel 2015, in collaborazione con altri colleghi, Gulotta ha contribuito alla creazione del Memorandum Patavino, un compendio in cui si prende in esame la possibilità di applicare le neuroscienze in ambito legale, delineando le più recenti tecniche neuroscientifiche utilizzate nel contesto forense italiano. Tale lavoro rappresenta dunque uno strumento professionale indispensabile per gli addetti ai lavori: periti, consulenti tecnici, magistrati, giudici e avvocati.
Compiere un reato è un fenomeno umano profondamente complesso in quanto influenzato da numerosi fattori e variabili, non sempre controllabili. Esso deve essere compreso e definito attraverso un linguaggio interpretazionista. Concetti come “mente”, “coscienza” e “consapevolezza" devono essere ricondotti ad un contesto molto più ampio, fondato sull’interazione tra il funzionamento cognitivo, le risposte individuali di natura psicologica e psicofisiologica, l’ambiente sociale e le influenze culturali. Abbracciando tale prospettiva, il Memorandum definisce la responsabilità individuale un derivato del cosiddetto “cervello sociale”, la cui struttura e il cui funzionamento sono dunque prodotti dell’interazione umana. Ispirandosi al report dal titolo Brain Waves Module 4: Neuroscience and the Law (2011), il Memorandum Patavino avverte che alla luce dell’attuale stato dell’arte le neuroscienze non possono ancora considerarsi elemento unico e portante delle valutazioni giudiziarie. Nel contesto forense infatti le neuroscienze rappresentano un fattore di supporto, un contributo che, per quanto autorevole e affascinante, è altamente probabile continui a richiedere un dialogo e un apporto da altre scienze, nello specifico quelle empirico-sociali.
Gulotta è inoltre autore di un importante manuale dal titolo Innocenza e colpevolezza sul banco degli imputati pubblicato nel 2018 dal famoso editore italiano Giuffrè. Questo lavoro rappresenta la più alta espressione della sinergia tra attività forense e psicologia - cognitiva, sociale, della comunicazione e delle relazioni interpersonali, neuroscientifica. Si tratta di un commento alle Linee Guida Psicoforensi elaborate da un gruppo di studiosi, accademici e professionisti del diritto e delle scienze psicosociali con l’intento di limitare i numerosi errori giudiziari - sia nel senso dell’assoluzione di un colpevole che della condanna di un innocente - che affliggono il sistema penale italiano e di conseguenza la società. Il libro fornisce una descrizione dell’iter processuale, dalle indagini al giudizio, esaminandone ogni aspetto per contrastare gli errori, gli inciampi e i preconcetti che possono inquinare l'azione forense con l'obiettivo di raggiungere una vigilanza cognitiva informata e critica.

## Recenti traguardi
Come ben evidenziato dai risultati ottenuti, l’ideale della giustizia ha sempre ispirato il lavoro professionale e accademico di Gulotta. Nel corso degli anni, il professionista si è battuto per trasmettere il messaggio che solo un utilizzo appropriato della metodologia basata su evidenze scientifiche può permettere di raggiungere tale obiettivo.
Nasce proprio per promuovere, realizzare e diffondere studi e ricerche scientifiche, e per fornire una formazione professionale nell’ambito della psicologia forense e sociale e in quello della comunicazione strategica, la Fondazione Guglielmo Gulotta da lui istituita nel 2006 
. Tra gli obiettivi principali rientrano l’aiutare professionisti esperti ad aggiornare e arricchire le proprie conoscenze e contribuire allo sviluppo delle ormai indispensabili abilità e competenze attinenti alla psicologia forense e sociale nelle nuove generazioni di addetti ai lavori. Il razionale che guida la Fondazione è quello di aiutare coloro che si trovano a lavorare nel contesto forense a servirsi di un linguaggio equo e corretto, a prendere decisioni giuste, ad agire onestamente e a gestire i casi di cui si occupano con tatto e sensibilità. 
Gli studenti e i colleghi che hanno avuto l’onore di seguire le lezioni promosse da Gulotta nell’ambito delle attività della Fondazione ne ammirano la competenza didattica e annoverano tra i più importanti insegnamenti ricevuti quello relativo all’importanza, anche in ambito scientifico, di prendere le proprie decisioni, assumendosene la responsabilità professionale e personale.
Un messaggio riscontrabile anche nelle centinaia di conferenze e simposi così come nelle numerose interviste radio e interventi televisivi tenuti negli anni, molto apprezzati dal pubblico per l’ampia competenza di Gulotta. Analogamente, l’importanza attribuita all’adozione di prassi di lavoro giuste e aderenti alla più aggiornata letteratura è ravvisabile nei due importanti documenti già citati in precedenza, ovvero il Protocollo di Venezia (2007) e la Carta di Noto - IV edizione (2017), volti ad indagare la questione delle false accuse di abuso di minore.
Tra i recenti traguardi di Gulotta, non può non essere annoverato il recente libro pubblicato nel 2018 insieme ai due colleghi Eugenio Calvi ed Elena Leardin intitolato Il nuovo codice deontologico degli psicologi. Commentato articolo per articolo con decisioni ordinistiche e giurisprudenza ordinaria. Esso costituisce una bussola teorico-pratica per orientarsi in una materia così delicata che concerne la correttezza professionale nei riguardi della professione stessa, dei colleghi e soprattutto di coloro che usufruiscono di prestazioni psicologiche.
Infine, definendo magmatica la materia del diritto psicologico e prendendo atto della corposa produzione in argomento nel corso degli ultimi anni, Gulotta ha pubblicato nel 2020 una versione aggiornata con rinvii a contenuti multimediali del Compendio di psicologia giuridico-forense, criminale e investigativa, la cui prima edizione risale al 2011. Incentrato sull’analisi analisi teorica ed empirica di come i due domini del diritto e della psicologia si intrecciano nel mondo reale, risulta anche il più datato, ma non per questo meno importante Elementi di psicologia giuridica e di diritto psicologico (2002).

## Pubblicazioni principali
- Gulotta G. (1976), Commedie e drammi nel matrimonio, Milano: Feltrinelli.
- Gulotta G. (1984), Famiglia e violenza, Milano: Giuffrè.
- Gulotta G. (1985), Victims within the family, Septieme Congress Des nations Unies Pour la Prevention du Crime et le Traitment des Delinquants.
- Gulotta G. (1987), Trattato di psicologia giudiziaria, Milano: Giuffrè.
- Gulotta G. (1995), La psicologia della vita quotidiana, Milano: Giuffrè.
- Gulotta G., & Boi T. (1997), L'intelligenza sociale, Milano: Giuffrè.
- Gulotta G. (2002), Elementi di psicologia giuridica e di diritto psicologico: civile, penale, minorile, Milano: Giuffrè.
- Gulotta G. (2008), La vita quotidiana come laboratorio di psicologia sociale, Milano: Giuffrè.
- Gulotta G., Cavedon A., & Liberatore M. (2008), La Sindrome da Alienazione Parentale (PAS), Milano: Giuffrè.
- Bianchi A., Gulotta G., & Sartori G. (2009), Manuale di neuroscienze forensi, Milano: Giuffrè.
- Gulotta G. e Cutica I. (2009), Guida alla perizia in tema di abuso sessuale e alla sua critica, Milano: Giuffrè.
- Gulotta G., & Tuosto E.M. (2017), Il volto nell'investigazione e nel processo. Nuova fisiognomica forense, Milano: Giuffrè.
- Gulotta G. (2018), Le 200 regole della cross-examination. Un’arte scientifica, Milano: Giuffrè.
- Gulotta G. (2018), Innocenza e colpevolezza sul banco degli imputati, Milano: Giuffrè.
- Gulotta G., Calvi E., & Leardini E. (2018), Il nuovo codice deontologico degli psicologi. Commentato articolo per articolo con decisioni ordinistiche e giurisprudenza ordinaria, Milano: Giuffrè.
- Gulotta G. (2020), Compendio di psicologia giuridico-forense, criminale e investigativa. Aggiornamento 2020 con rinvii a contenuti multimediali, Milano: Giuffrè.